# Ian McDonald (muzyk)
Ian Max McDonald (ur. 25 czerwca 1946 w Londynie, zm. 9 lutego 2022 w Nowym Jorku) – brytyjski muzyk, kompozytor, producent muzyczny oraz multiinstrumentalista.
Występował w supergrupie King Crimson, gdzie śpiewał i grał na flecie, saksofonie oraz instrumentach klawiszowych.
W 1970 po odejściu wraz z Michaelem Gilesem z King Crimson współtworzyli duet McDonald and Giles, który nagrał tylko jeden album.
Ponadto występował w grupach Gibraltar oraz Foreigner. Potem występował samodzielnie, współtworzył również wraz z innymi byłymi członkami King Crimson grupę 21st Century Schizoid Band.
Zmarł 9 lutego 2022 w wieku 75 lat na raka.